# Saburo Nagakura
Saburo Nagakura, född 3 oktober 1920 i Numazu, Japan, död 16 april 2020, var en japansk fysikalisk kemist och fysiker.
Nagakura skrevs 1941 in vid institutionen för kemi på Tokyos kejserliga universitet där han studerade fysikalisk kemi för professor San-Ichiro Mizushima. På grund av andra världskriget kortades utbildningen ner och han utexaminerades redan 1943. Efter krigets slut 1945 började han forska i strukturkemi vid Tokyos universitets strålkemiska forskningsinstitut.
1949 befordrades Nagakura till biträdande professor och han blev doktor 1953. Hans forskning hade då alltmer inriktat sig på den elektroniska strukturen i molekyler.
1959 Nagakura blev professor vid Tokyos universitets institut för fasta tillståndets fysik (ISSP) där han var chef för den molekylärvetenskapliga avdelningen. Han var också verksam som adjungerad forskare i fysikalisk organisk kemi vid det japanska forskningsinstitutet RIKEN under åren 1961-1981.
Efter sin pensionering 1981 blev Nagakura ordförande för Institutet för molekylär forskning i Okazaki. 1985 blev han ordförande för Okazakis nationella forskningsinstitut. Han var 1988 med och grundade Graduate University for Advanced Studies och var universitets ordförande från 1988 till 1995. 
Nagakura var från 1990 utländsk ledamot av Kungliga Vetenskapsakademien i Stockholm. 1995 blev han ordförande i Kanagawa Academy of Science and Technology.